# Lijst van wijken in Rotterdam

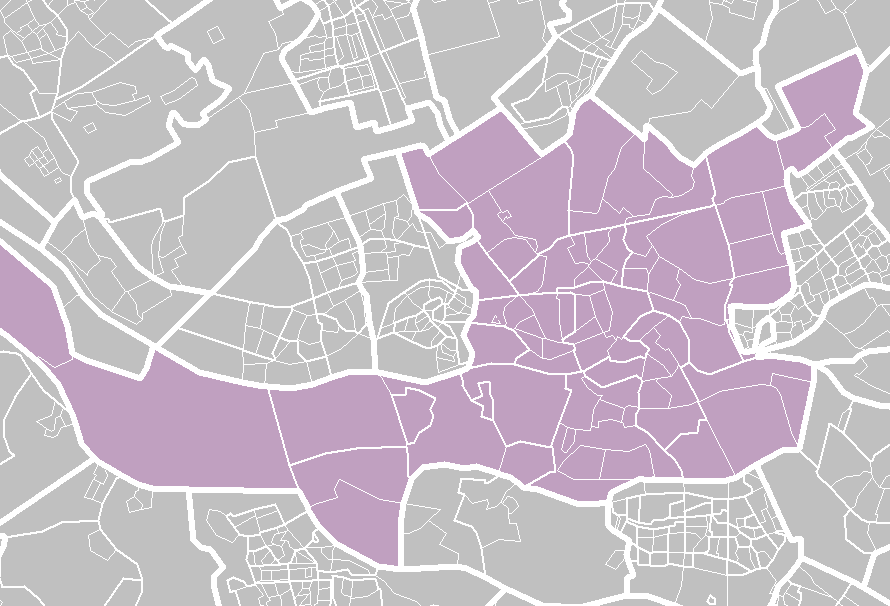
Rotterdamse wijken en buurten

Het uitgangspunt van deze lijst is de CBS-indeling van wijken en buurten die ook door de gemeente Rotterdam gehanteerd wordt. De termen wijken en buurten kunnen aanleiding geven tot verwarring. Het CBS hanteert de term wijk voor de stadsdelen, bijvoorbeeld Prins Alexander, een gebied met 96.490 inwoners. Ook de buurten in deze lijst kunnen een forse omvang hebben (bijvoorbeeld Ommoord met 25.000 inwoners) en kunnen aanleiding geven tot een verdere onderverdeling.
- Stadscentrum
  - Cool
  - Stadsdriehoek
  - CS-kwartier
  - Oude Westen
  - Dijkzigt
  - Nieuwe Werk (Scheepvaartkwartier)

- Stadsdeel Delfshaven
  - Delfshaven
  - Bospolder
  - Tussendijken
  - Spangen
  - Nieuwe Westen
  - Middelland
  - Oud-Mathenesse
  - Witte Dorp
  - Schiemond

- Stadsdeel Overschie
  - Overschie (oude dorpskern)
  - Kleinpolder
  - Noord-Kethel (landelijk gebied rond de Kandelaar)
  - Schieveen
  - Zestienhoven
  - Landzicht

- Stadsdeel Noord
  - Agniesebuurt
  - Provenierswijk
  - Bergpolder
  - Blijdorp
  - Liskwartier
  - Oude Noorden
  - Blijdorpse polder

- Stadsdeel Hillegersberg-Schiebroek
  - Schiebroek
  - Hillegersberg-Noord
    - 110-Morgen

  - Hillegersberg-Zuid (Kleiwegkwartier)
  - Terbregge
    - Nieuw Terbregge
    - Oud Terbregge

  - Molenlaankwartier

- Stadsdeel Kralingen-Crooswijk
  - Rubroek
  - Nieuw-Crooswijk
  - Oud-Crooswijk
  - Kralingen-West
  - Kralingen-Oost
  - Kralingse Bos
  - De Esch
  - Struisenburg

- Stadsdeel Feijenoord
  - Feijenoord
  - Noordereiland
  - Vreewijk
  - Bloemhof
  - Hillesluis
  - Katendrecht
  - Afrikaanderwijk
  - Kop van Zuid
  - Kop van Zuid-Entrepot

- Stadsdeel IJsselmonde
  - Oud-IJsselmonde
  - Lombardijen
  - Groot-IJsselmonde
    - Groenenhagen-Tuinenhoven
    - Hordijkerveld
    - Kreekhuizen
    - Reyeroord
    - Sportdorp
    - De Veranda
    - Zomerland

  - Beverwaard

- Pernis
- Rozenburg
  - Rozenburg
  - Noordzeeweg

- Stadsdeel Prins Alexander
  - 's-Gravenland
  - Kralingse Veer
  - Prinsenland
  - Het Lage Land
  - Ommoord
    - Varenbuurt

  - Zevenkamp
  - Oosterflank
  - Nesselande

- Stadsdeel Charlois
  - Tarwewijk
  - Carnisse
  - Zuidwijk
  - Oud-Charlois
  - Wielewaal
  - Zuidplein
  - Pendrecht
  - Zuiderpark
  - Heijplaat

- Stadsdeel Hoogvliet
De CBS-indeling komt niet overeen met de gebruikelijke indeling in Hoogvlietse wijken. Het CBS hanteert de indeling Hoogvliet-Noord en Hoogvliet-Zuid.
  - Hoogvliet-Noord
    - Oudeland
    - Nieuw Engeland
    - Tussenwater
    - Westpunt (Rotterdam)

  - Hoogvliet-Zuid
    - Middengebied
    - Meeuwenplaat
    - Zalmplaat
    - Boomgaardshoek

- Hoek van Holland
  - Strand en Duin
  - Dorp
  - Rijnpoort

De Rotterdamse industriegebieden hebben ook een wijk- en buurtindeling:
- Spaanse Polder
- Nieuw-Mathenesse
- Waalhaven-Eemhaven
  - Waalhaven
  - Eemhaven
- Vondelingenplaat
- Botlek-Europoort-Maasvlakte
  - Botlek
  - Europoort
  - Maasvlakte
- Bedrijventerrein Rotterdam Noord-West
- Rivium